# ایستگاه راه‌آهن سوانزی
ایستگاه راه‌آهن سوانزی (ویلزی: Abertawe) یک ایستگاه راه‌آهن در سوانزی، ولز است.
این ایستگاه که در سال ۱۸۵۰ تأسیس شده جزئی از خط اصلی جنوب ولز و خط‌های غرب ولز است.

## نگارخانه

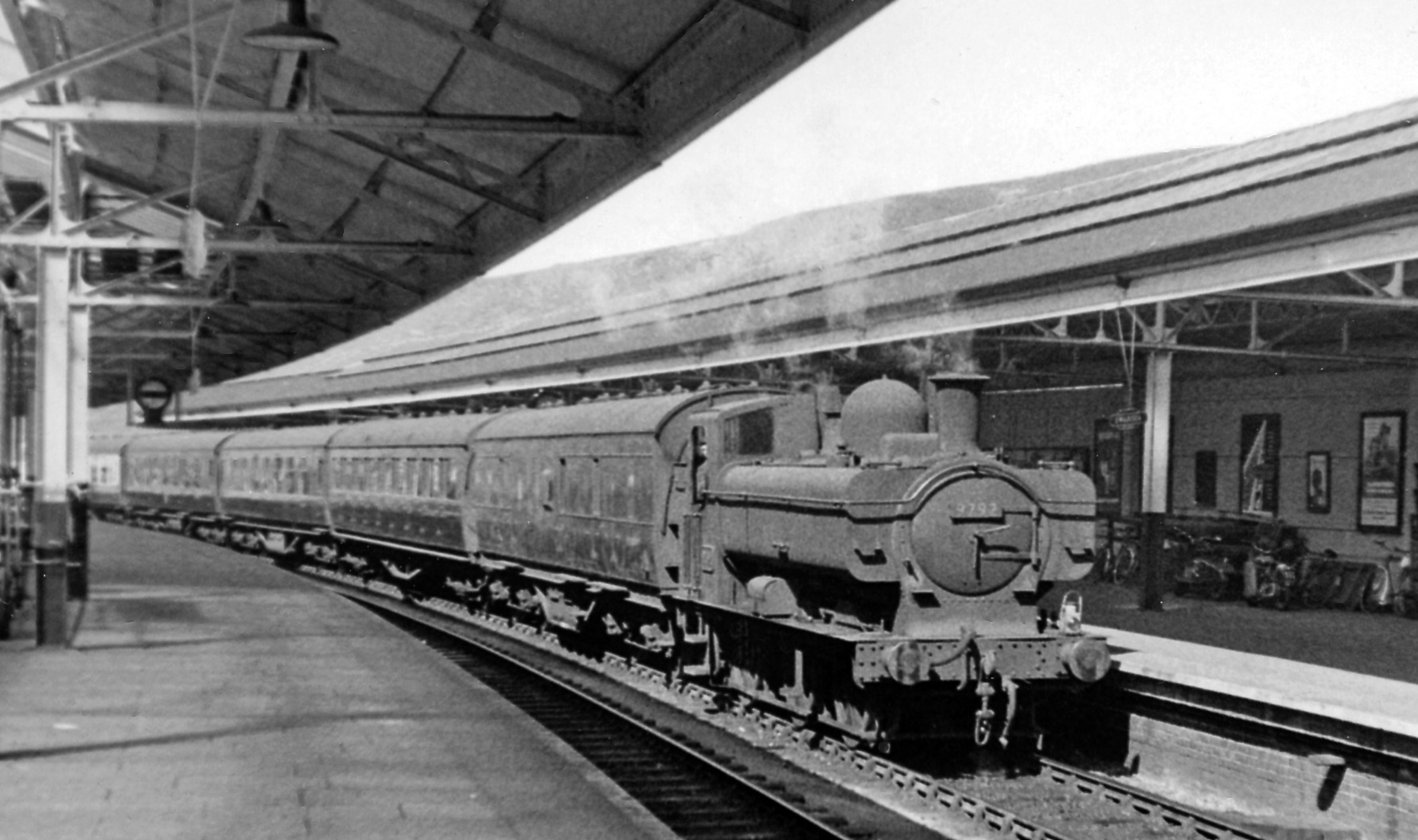
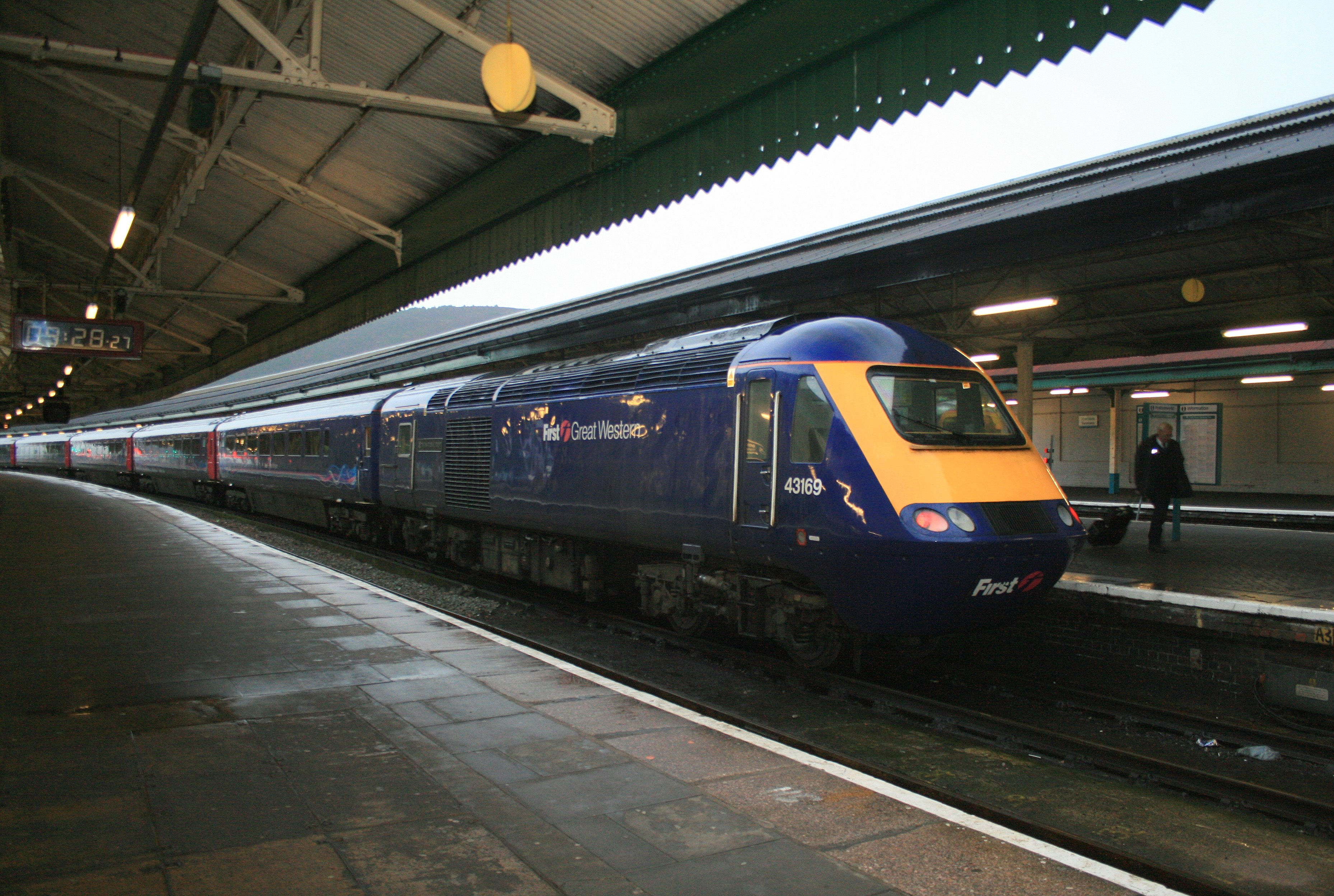